# Salamelecchi
Con la parola salamelecchi si indicano saluti cerimoniosi e affettati, a volte le complimentosità e i giudizi affettati ed esageratamente elogiativi, talora motivati da un qualche intento di piaggeria, e quindi d'ipocrisia, miranti a guadagnarsi la compiacenza del prossimo.

## Etimologia
La parola è di origine araba e si rifà all'espressione al-salām-u ʿalaykum (lett. "la pace sia con voi), che in ambito islamico costituisce la maniera appropriata di salutare, cui in genere si risponde wa ʿalaykum al-salām ("e su di voi [anche] la pace"). Ci sono anche altre formule di saluto: ad esempio maʿa al-salāma (lett. "con la salvezza") o il più neutro ilā al-liqāʾ, ossia "arrivederci" (lett. "all'incontro"). Un termine che deriva dall'espressione araba è il turco selamlik, più esattamente in alfabeto turco selamlık, che indica la parte di un palazzo o di un'abitazione turca riservata agli uomini, dove quindi avevano luogo i convenevoli d'uso.